# Zaireichthys dorae
Zaireichthys dorae är en fiskart som först beskrevs av Poll, 1967.  Zaireichthys dorae ingår i släktet Zaireichthys och familjen Amphiliidae. Inga underarter finns listade i Catalogue of Life.
Denna fisk är endast känd från norra Angola. Den lever i vattendrag med sandig botten. Exemplaren gömmer sig i sanden med endast ögonen synlig.
I regionen sker gruvdrift på diamanter. Troligtvis påverkas populationen av vattenföroreningar. IUCN kategoriserar arten globalt som otillräckligt studerad.